# Серебрийский, Иосиф Яковлевич
Иосиф Яковлевич Серебрийский (1899—1965) — педиатр, доктор медицинских наук, профессор, зав. кафедрой детских болезней Ростовского государственного медицинского университета.

## Биография
Иосиф Яковлевич Серебрийский родился в 1899 году в Москве в семье врача. В 1922 году окончил медицинский факультет Московского университета. Стажировку проходил в 1922—1926 годах в педиатрических клиниках Москвы и в клиниках профессоров педиатров Г. Финкельштейна и Леопольда Лангштейна. в Берлине. В 1927—1929 годах работал в клинике детских болезней 2-го Московского медицинского института (ныне Российский национальный исследовательский медицинский университет имени Н. И. Пирогова). С 1929 года работал на должностях: старшего ассистента, зав. отделением физиологии, гигиены и диетики Центрального института охраны материнства и младенчества в Москве, доцента кафедры педиатрии Центрального института усовершенствования врачей под руководством педиатра, академика Г. Н. Сперанского.
С 1933 года работал зав. кафедрой детских болезней Ростовского медицинского института, при этом одновременно с 1938 года был заместителем директора по научной работе Ростовского научно-исследовательского института акушерства и педиатрии, а 1944—1946 годах работал деканом педиатрического факультета Ростовского медицинского института. В 1934 году получил звание профессора, степень доктора медицинских наук получил в 1935 году по совокупности научных работ.
В годы Великой Отечественной войны — военврач 1-го ранга, начальник медицинской части эвакогоспиталя № 2003, затем инфекционного госпиталя № 1384, главный педиатр Северо-Кавказской железной дороги.
В 1953 году был арестован по сфабрикованному «делу врачей», обвиняемых в заговоре и убийстве ряда советских лидеров. Однако после смерти И. В. Сталина был освобождён и вернулся на прежнюю должность.

## Научная деятельность
Область научных интересов: вопросы иммунитета и иммунных реакций у детей при инфекционных заболеваниях, профилактика детских болезней, электрофизиологические методики исследования.
И. Я. Серебрийский является автором около 120 печатных работ, писал статьи для Большой медицинской энциклопедии, занимался переводами монографий зарубежных ученых-педиатров.
Учениками профессора И. Я. Серебрийского в разное время были: зав. кафедры детских болезней Ленинградского санитарно-гигиенического медицинского института Игнатов С. И.; проректор по научной части Ставропольского медицинского института Филимонов Ю. А.; доктор медицинских наук, профессор Евдотьева М. Я. (1911—2007); доктор медицинских наук, профессор Шовкун А. Г. (1914—1988); доктор медицинских наук, профессор Бойко А. Н. (1921—1983); доктор медицинских наук, профессор, зав. кафедрой детских болезней № 1 РГМИ Трофименко И. А.ч (1935—1996); профессор Чернышов В. Н. (1940—2010). Под руководством И. Я. Серебрийского было подготовлено и защищено 23 кандидатских диссертации.

### Труды
- Серебрийский И. Я. Поносы у детей: Краткое наставление для врачей и студентов / проф. И. Я. Серебрийский. — Ростов н/Д : Ростиздат, 1939. 68 с.
- Серебрийский И. Я. «Рахит и его профилактика» М., 1930.
- Лангштейн «Дистрофии и поносы» (перевод и редакция И. Я. Серебрийского) М., 1929, 344 с.